# Lijst van gemeentelijke monumenten in Rheden (gemeente)
De gemeente Rheden kent 533 gemeentelijke monumenten. Hieronder een overzicht. 

## De Steeg
De plaats De Steeg kent 58 gemeentelijke monumenten. Zie de lijst van gemeentelijke monumenten in De Steeg.

## Dieren
De plaats Dieren kent 134 gemeentelijke monumenten. Zie de lijst van gemeentelijke monumenten in Dieren.

## Ellecom
De plaats Ellecom kent 36 gemeentelijke monumenten. Zie de lijst van gemeentelijke monumenten in Ellecom.

## Laag-Soeren
De plaats Laag-Soeren kent 13 gemeentelijke monumenten:
| Object                                             | Bouwjaar | Architect | Locatie                      | Coördinaten                 | Nr.          | Afbeelding                              |
| -------------------------------------------------- | -------- | --------- | ---------------------------- | --------------------------- | ------------ | --------------------------------------- |
| Vm. Pension 'De Leeuwerik'                         |          |           | Badhuislaan 01               | 52° 4' 37" NB, 6° 5' 11" OL | 0275/297     | Meer afbeeldingen                       |
| Woonhuis 'In 't Zunneke'                           |          |           | Badhuislaan 03               | 52° 4' 36" NB, 6° 5' 4" OL  | 0275/298     | Woonhuis 'In 't Zunneke'                |
| Vm. Postkantoor                                    |          |           | Badhuislaan 05               | 52° 4' 39" NB, 6° 4' 53" OL | 0275/299     | Meer afbeeldingen                       |
| Vm. Postkantoor                                    |          |           | Badhuislaan 07               | 52° 4' 39" NB, 6° 4' 53" OL | 0275/300     | Meer afbeeldingen                       |
| Voormalig pension Gerbrands                        |          |           | Boerhaavelaan 04             | 52° 4' 45" NB, 6° 4' 47" OL | 0275/302     | Voormalig pension Gerbrands             |
| N.H. Kerk                                          |          |           | Eerbeekseweg 03              | 52° 5' 4" NB, 6° 4' 36" OL  | 0275/303     | N.H. Kerk                               |
| Boerderij, annex korenwatermolen                   |          |           | Harderwijkerweg 08           | 52° 4' 45" NB, 6° 4' 52" OL | 0275/304     | Meer afbeeldingen                       |
| Voormalige boerderij 'Nieuwe Nachtegaal            |          |           | Harderwijkerweg 09           | 52° 4' 9" NB, 6° 5' 21" OL  | 0275/305     | Voormalige boerderij 'Nieuwe Nachtegaal |
| Vm winkel-woonhuis                                 |          |           | Harderwijkerweg 31           | 52° 4' 58" NB, 6° 4' 37" OL | 0275/306     | Vm winkel-woonhuis                      |
| Vm winkel-woonhuis                                 |          |           | Harderwijkerweg 33           | 52° 4' 58" NB, 6° 4' 37" OL | 0275/307     | Vm winkel-woonhuis                      |
| Boerderij                                          |          |           | Jut v. Breukelerwaardlaan 02 | 52° 4' 49" NB, 6° 4' 23" OL | 0275/308     | Meer afbeeldingen                       |
| Boerderij                                          |          |           | Priesnitzlaan 06             | 52° 4' 10" NB, 6° 4' 56" OL | 0275/309     | Boerderij                               |
| Tuinaanleg Hotel Laag Soeren, inmiddels verwilderd |          |           | Harderwijkerweg 11           | 52° 4' 35" NB, 6° 4' 56" OL | 0275/wikinr3 | Meer afbeeldingen                       |

## Rheden
De plaats Rheden kent 46 gemeentelijke monumenten. Zie de lijst van gemeentelijke monumenten in Rheden.

## Spankeren
De plaats Spankeren kent 8 gemeentelijke monumenten:
| Object                                     | Bouwjaar | Architect | Locatie               | Coördinaten                 | Nr.      | Afbeelding                                 |
| ------------------------------------------ | -------- | --------- | --------------------- | --------------------------- | -------- | ------------------------------------------ |
| Boerderij 'Gronouwe'                       |          |           | Beukenlaan 02         | 52° 3' 47" NB, 6° 6' 37" OL | 0275/364 | Boerderij 'Gronouwe'                       |
| Voormalige boerderij                       |          |           | Bockhorstweg 01       | 52° 3' 26" NB, 6° 7' 8" OL  | 0275/365 | Voormalige boerderij                       |
| Kolommen toegangshek landgoed DE BOCKHORST |          |           | Bockhorstweg 12       | 52° 3' 51" NB, 6° 7' 4" OL  | 0275/367 | Kolommen toegangshek landgoed DE BOCKHORST |
| Koetshuis                                  |          |           | Bockhorstweg 12-14-16 | 52° 3' 53" NB, 6° 7' 9" OL  | 0275/368 | Upload foto                                |
| Garage                                     |          |           | Bockhorstweg 14-16    | 52° 3' 54" NB, 6° 7' 8" OL  | 0275/370 | Upload foto                                |
| Muziektent                                 |          |           | Kerkplantsoen 02      | 52° 3' 29" NB, 6° 6' 49" OL | 0275/372 | Muziektent                                 |
| Beschreven graven                          |          |           | Kerkweg 02            | 52° 3' 28" NB, 6° 6' 52" OL | 0275/373 | Beschreven graven                          |
| Vm. Boerderij                              |          |           | Kerkweg 06            | 52° 3' 34" NB, 6° 6' 49" OL | 0275/374 | Vm. Boerderij                              |

## Velp
De plaats Velp kent 237 gemeentelijke monumenten. Zie de lijst van gemeentelijke monumenten in Velp.
Aalten · 
Apeldoorn · 
Arnhem · 
Barneveld · 
Berkelland · 
Beuningen · 
Bronckhorst · 
Brummen · 
Buren · 
Culemborg · 
Doesburg · 
Doetinchem · 
Druten · 
Duiven · 
Ede · 
Elburg · 
Epe · 
Ermelo · 
Groesbeek · 
Harderwijk · 
Hattem · 
Heerde · 
Heumen · 
Lingewaard · 
Lochem · 
Maasdriel · 
Montferland · 
Neder-Betuwe · 
Nijkerk · 
Nijmegen · 
Nunspeet · 
Oldebroek · 
Oost Gelre · 
Oude IJsselstreek · 
Overbetuwe · 
Putten · 
Renkum · 
Rheden · 
Rozendaal · 
Scherpenzeel · 
Tiel · 
Ubbergen · 
Voorst · 
Wageningen · 
West Betuwe · 
West Maas en Waal · 
Westervoort · 
Wijchen · 
Winterswijk · 
Zaltbommel · 
Zevenaar · 
Zutphen